# Semion Petrovitch Lvov
Pour les autres membres de la famille, voir Famille Lvov.
Prince Semion Petrovitch Lvov (en russe : Семён Петрович Львов), décédé en 1659, fut un homme d'État et un militaire russe. Intendant (1625), courtisan (1652), voïevode.

## Famille
Fils du prince Piotr Mikhaïlovitch Lvov. Il eut pour frères les princes Vassili Petrovitch, Dmitri Petrovitch, Alexeï Petrovitch et Ivan Petrovitch Lvov. En outre, le prince Alexeï Mikhaïlovitch Lvov fut son oncle.

## Descendance
- Vassili Semionovitch Lvov : Intendant.
- Ivan Semionovitch Lvov : Intendant de la tsarine Natalia Kirillovna Narychkina.

## Biographie

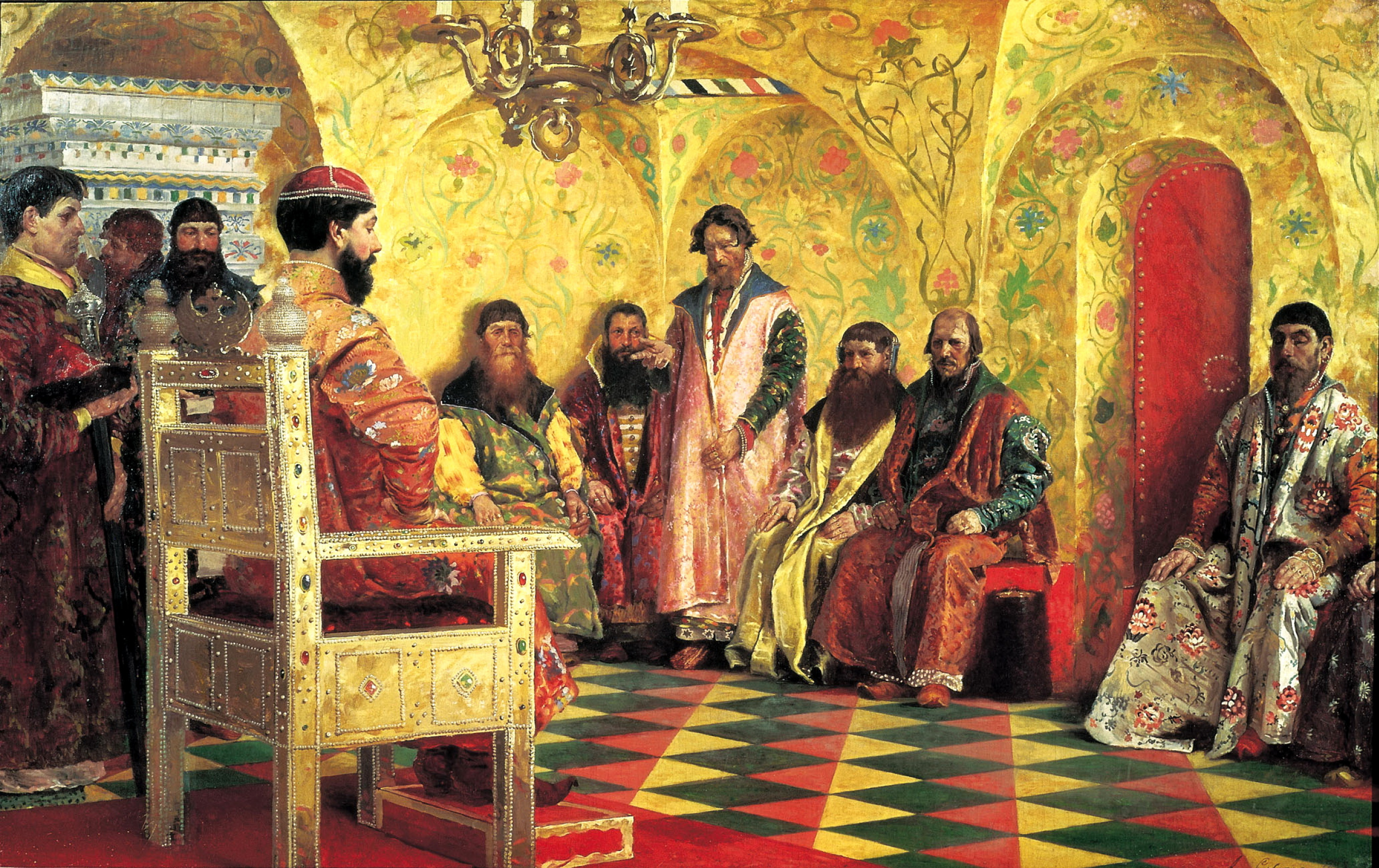
Le tsar Michel Ier de Russie entouré de boyards. 1893. Galerie Tretiakov à Moscou.

Le prince Semion Petrovitch Lvov eut pour ascendant le comte Fiodor Rostislavitch Noir († 1300) lui-même descendant des Riouriks.
Au cours des années 1630 et 1631, le prince Semion Petrovitch Lvov occupa la fonction de voïevode de Voroneje. De 1646 à 1647, il fut le voïevode de Belgorod et de Livny. En 1652, il reçut le titre de courtisan. De 1653 à 1655, il fut l'adjoint du voïevode de Novgorod. Il prit part aux prises des villes Polotsk et de Vitebsk. En 1655, au cours de la campagne de Brest, le prince demeura à Krovno avec une partie de son régiment. En 1657, avec Ilia Danilovitch Miloslavski, beau-père du tsar Alexis Ier de Russie, il prit part à un différend concernant le Localisme (répartition des positions des nobles russes dans la hiérarchie au cours des XVe et XVIe siècles. Le Localisme fut dissous lors du zemski sobor de 1682) pour cette rébellion contre le pouvoir il fut condamné à un emprisonnement.
Au cours du conflit opposant la Russie à la Pologne, le 8 juillet 1659, le prince Lvov se distingua lors du siège de la forteresse de Konotop. Lors de cette bataille, Semion Petrovitch servit dans un corps de cavalerie placé sous le commandement du prince Semion Romanovitch Pojarski (1618-1659). Au cours des combats les deux princes attirés dans un marécage, tombèrent dans le piège tendu par les Cosaques ukrainiens et les troupes du Khan de Crimée. Le prince Semion Romanovitch Pojarski fut capturé et décapité devant le Khan de Crimée, quant au prince Lvov, capturé, il décéda des suites de ses blessures.

## Sources
- Dictionnaire biographique russe. Alexandre Alexandrovitch Polotsov. (1896-1918). volume 13.
- I. B. Babulin, Bitva pod Konotopom : 28 ii︠u︡ni︠a︡ 1659 goda, Moscou, T︠S︡eĭkhgauz,‎ 2009, 48 p. (ISBN 978-5-9771-0099-1)
- (ru) P.G. Grebelʹskiĭ, S. Dumin, A. Mirvis, A. Choumkov et M. Katin-Iartsev, Dvori︠a︡nskie rody Rossiĭskoĭ imperii, Sankt-Peterburg, IPK "Vesti,‎ 1993 (ISBN 5-86153-004-1)